# ポストエディット
翻訳におけるポストエディット又は後編集（英語 post-editing、MTPE）とは、機械翻訳で生成された訳文を人間の翻訳者が修正する作業のこと。全面的な修正を施すことで、最初から人間が翻訳した場合と変わりない正確性、流暢性のある結果を担保するフルポストエディット (英語 full post-editing)と、それに満たない程度のライトポストエディット (英語 light post-editing)がある。ポストエディットに関する規格としてISO18587がある。TAUSによる『機械翻訳後編集のガイドライン』はローカライゼーションの文脈でよく参照される。
ポストエディットは翻訳者の生産性を上げるという可能性と、機械翻訳のエラーを減らす手がかりを研究者に提供するという可能性の2点で注目される。機械翻訳技術が高性能化したことで、人間が最小限の労力をかけるだけで効率的に高品質な翻訳を行うことができるようになると期待されたが、実際にはポストエディット作業にも様々な課題がある。
これに対し、原言語の文章を修正して、機械翻訳が間違えやすい部分をあらかじめなくしておくことをプリエディットという。

## ツール
統計的機械翻訳を用いた2000年代以後の翻訳支援ツールでは、システムが訳文の断片ではなく訳文全体を生成し、生成された文章をツール使用者がポストエディットするという形態が増えた。

## 効率性
翻訳の初心者はポストエディットをすることで作業を効率化できるが、熟練者は機械翻訳を使っても速度向上があまりない傾向にあるという知見がある。英語とドイツ語、英語とオランダ語の記事を翻訳対象とした実験では、翻訳者の主観では機械翻訳のポストエディット作業は通常の翻訳作業より負荷が高いと認識されやすいが、作業時間は短くなっていることも多かったという報告がある。自動翻訳研究者の隅田英一郎は2022年に翻訳者を対象としたアンケートで、実際にポストエディットをやってみる前と後のポストエディット業務に対する印象を尋ね、実際にやってみることで肯定的な印象を持つ人が増えたことを報告した。

## 人材
機械翻訳とポストエディットによる翻訳の依頼では通常の翻訳依頼より翻訳者への報酬が低く、納期が短く設定される傾向がある。
翻訳者養成課程の一部でポストエディットを教える場合がある。ISOの規格上、ポストエディットを行う人材（ポストエディター）には、翻訳者と同等の資格に加え、機械翻訳のエラーを判定する能力、機械翻訳技術や翻訳支援ツールについての一般的知識などが求められる。
2020年に日本翻訳連盟会長の安達久博は、機械翻訳の精度向上と共に、翻訳会社にポストエディットの案件が寄せられることが増え、同時に報酬は下がる傾向にあると述べた。2016年と2017年のアンケートに回答した日本の翻訳者12人のうち10人が業務の一部としてポストエディットを行っている。

## 議論
2012年、機械翻訳とポストエディットによる不自然な翻訳がイカゲームのローカライゼーションで使われていたことに対し、スペイン視聴覚翻訳翻案協会は翻訳者の専門性を軽視する行為だとしてNetflixに抗議した。